# Ōtomo no Kanamura
Ōtomo no Kanamura (大伴金村) fue un guerrero y estadista japonés durante el último período Kofun. La mayor parte de lo que se conoce de su vida proviene de los libros Kojiki y Nihon Shoki. Su clan, el Ōtomo, ha sido muy influyente en la corte desde la época de su abuelo, Ōtomo Muruya.
Según estas fuentes, Kanamura contribuyó a sofocar el levantamiento de Heguri no Matori (平群馬鳥) y a elevar al trono al Emperador Buretsu. Buretsu, en agradecimiento, elevó a Kanamura al puesto de muraji (un puesto ministerial de alto rango). También supervisó la sucesión del Emperador Keitai, en lugar del príncipe reclamante Yamatohiko, y seleccionó él mismo al Emperador Keitai. Kanamura abrazó una política agresiva hacia el reino de Silla y abogó por el envío de fuerzas allí. Su propio hijo, Ōtomo no Satehiko, dirigió dos expediciones contra los reinos de Corea. Esta política finalmente condujo a su caída, cuando en el año 540, el Emperador Kinmei, bajo el asesoramiento del ministro Mononobe no Okoshi, decidió abstenerse de la acción militar directa contra Silla. El Emperador Kinmei destituyó a Kanamura de su cargo como muraji como resultado.